# PGA Tour 2025
 (janvier 2025).
Si vous disposez d'ouvrages ou d'articles de référence ou si vous connaissez des sites web de qualité traitant du thème abordé ici, merci de compléter l'article en donnant les références utiles à sa vérifiabilité et en les liant à la section « Notes et références ».
Navigation
Édition précédente Édition suivante
La saison 2025 du PGA Tour est la 110e saison du PGA Tour, le principal circuit de golf professionnel aux États-Unis. Il s'agit également de la 57e saison depuis la séparation du PGA Tour avec le PGA of America, et de la 19e édition de la FedEx Cup. 
Les autres circuits concurrentiels sont le LIV Golf, créé en 2022 et à degré moindre le DP World Tour (circuit européen), l'Asian Tour (circuit asiatique), le PGA Tour of Australasia (circuit océanique), le Japan Golf Tour (circuit japonais) et le Sunshine Tour (circuit sud-africain).
Pour la première saison depuis la création du circuit parallèle LIV Golf, l'US Open et The Open acceptent la présence des joueurs réalisant les meilleurs performances sur ce circuit parallèle.

## Calendrier de la saison 2025
Cette 110e saison se déroule du 2 janvier 2025 au 23 novembre 2025.
Le tableau suivant répertorie les événements officiels de la saison 2025 :
| Date       | Tournoi                                          | Catégorie       | Dotation (US$) | Vainqueur individuel             | OWGR points |
| ---------- | ------------------------------------------------ | --------------- | -------------- | -------------------------------- | ----------- |
| 05/01/2025 | The Sentry, Hawaï                                | Signature       | 20 000 000 $   | Hideki Matsuyama (11)            | 51,94       |
| 12/01/2025 | Sony Open, Hawaï                                 |                 | 8 700 000 $    | Nick Taylor (5)                  | 49,21       |
| 19/01/2025 | The American Express , Californie                |                 | 8 800 000 $    | Sepp Straka (3)                  | 54,59       |
| 25/01/2025 | Farmers Insurance Open                           |                 | 9 300 000 $    | Harris English (5)               | 48,68       |
| 02/02/2025 | AT&T Pebble Beach Pro-Am, Californie             | Événement phare | 20 000 000 $   | Rory McIlroy (29)                | 71,62       |
| 09/02/2025 | WM Phoenix Open, Arizona                         |                 | 9 200 000 $    | Thomas Detry (1)                 | 59,34       |
| 16/02/2025 | Genesis Invitational, Californie                 | Signature       | 20 000 000 $   | Ludvig Åberg (2)                 | 68,45       |
| 24/02/2025 | Mexican Open, Mexique                            |                 | 7 000 000 $    | Brian Campbell (1)               | 31,68       |
| 04/03/2025 | Cognizant Classic, Floride                       |                 | 9 200 000 $    | Joe Highsmith (1)                | 48,97       |
| 09/03/2025 | Arnold Palmer Invitational, Floride              | Signature       | 20 000 000 $   | Russell Henley (5)               | 70,53       |
| 09/03/2025 | Open de Porto Rico, Porto Rico                   |                 | 4 000 000 $    | Karl Vilips (1)                  | 20,23       |
| 16/03/2025 | The Players Championship, Floride                | Signature       | 25 000 000 $   | Rory McIlroy (30)                | 80,00       |
| 23/03/2025 | Valspar Championship, Floride                    |                 | 8 700 000 $    | Viktor Hovland (7)               | 55,88       |
| 30/03/2025 | Texas Children's Houston Open, Texas             |                 | 9 500 000 $    | Min Woo Lee (1)                  | 53,45       |
| 06/04/2025 | Valero Texas Open, Texas                         |                 | 9 500 000 $    | Brian Harman (4)                 | 48,89       |
| 13/04/2025 | The Masters, Géorgie                             | Tournoi majeur  | 21 000 000 $   | Rory McIlroy (31)                | 100         |
| 20/04/2025 | Corales Puntacana Championship, Rép. dominicaine |                 | 4 000 000 $    | Garrick Higgo (2)                | 22,50       |
| 20/04/2025 | RBC Heritage, Caroline du Sud                    | Signature       | 20 000 000 $   | Justin Thomas (16)               | 65,24       |
| 27/04/2025 | Zurich Classic of New Orleans, Louisiane         | Par équipes     | 9 200 000 $    | Andrew Novak (1) Ben Griffin (1) | -           |
| 04/05/2025 | CJ Cup Byron Nelson, Texas                       |                 | 9 500 000 $    | Scott Scheffler (14)             | 46.18       |
| 11/05/2025 | Truist Championship, Caroline du Nord            | Signature       | 20 000 000 $   | Sepp Straka (4)                  | 64.82       |
| 11/05/2025 | Myrtle Beach Classic, Caroline du Sud            |                 | 4 000 000 $    | Ryan Fox (1)                     | 27.73       |
| 18/05/2025 | Championnat de la PGA, Caroline du Nord          | Tournoi majeur  | 19 000 000 $   | Scott Scheffler (15)             | 100         |
| 25/05/2025 | Charles Schwab Challenge, Texas                  |                 | 9 500 000 $    | Ben Griffin (2)                  | 53.10       |
| 01/06/2025 | Memorial Tournament, Ohio                        | Signature       | 20 000 000 $   | Scott Scheffler (16)             | 66.55       |
| 08/06/2025 | RBC Canadian Open, Canada                        |                 | 9 800 000 $    | Ryan Fox (2)                     | 47.12       |
| 15/06/2025 | Open américain, Pennsylvanie                     | Tournoi majeur  | 21 500 000 $   | J.J. Spaun (2)                   | 100         |
| 22/06/2025 | Travelers Championship, Connecticut              | Signature       | 20 000 000 $   | Keegan Bradley (8)               | 69.81       |
| 29/06/2025 | Rocket Mortgage Classic, Michigan                |                 | 9 600 000 $    | Aldrich Potgieter (1)            | 49.43       |
| 06/07/2025 | John Deere Classic, Illinois                     |                 | 8 400 000 $    | Brian Campbell (2)               | 43.77       |
| 13/07/2025 | Genesis Scottish Open, Écosse                    |                 | 9 000 000 $    | Chris Gotterup (2)               | 69.65       |
| 13/07/2025 | ISCO Championship, Kentucky                      |                 | 4 000 000 $    | William Mouw (1)                 | 24.28       |
| 20/07/2025 | Open britannique, Irlande du Nord                | Tournoi majeur  | 17 000 000 $   | Scott Scheffler (17)             | 100         |
| 20/07/2025 | Barracuda Championship, Californie               |                 | 4 000 000 $    | Ryan Gerard (1)                  | 28.23       |
| 27/07/2025 | 3M Open, Minnesota                               |                 | 8 400 000 $    | Kurt Kitayama (2)                | 47.36       |
| 03/08/2025 | Wyndham Championship, Caroline du Nord           |                 | 8 200 000 $    | Cameron Young (1)                | 55.63       |
| 10/08/2025 | FedEx St. Jude Championship, Tennessee           | FedEx Cup       | 20 000 000 $   | Justin Rose (12)                 | 64.53       |
| 17/08/2025 | Championnat BMW, Colorado                        | FedEx Cup       | 20 000 000 $   |                                  |             |
| 24/08/2025 | Tour Championship, Géorgie                       | FedEx Cup       |                |                                  |             |
| 14/09/2025 | Procore Championship, Californie                 | FedEx Fall      | 6 000 000 $    |                                  |             |
| 05/10/2025 | Sanderson Farms Championship, Mississippi        | FedEx Fall      | 6 000 000 $    |                                  |             |
| 12/10/2025 | Baycurrent Classic , Japon                       | FedEx Fall      | 8 500 000 $    |                                  |             |
| 26/10/2025 | Black Desert Championship, Utah                  | FedEx Fall      | 6 000 000 $    |                                  |             |
| 09/11/2025 | World Wide Technology Championship, Mexique      | FedEx Fall      | 6 000 000 $    |                                  |             |
| 16/11/2025 | Butterfield Bermuda Championship, Bermudes       | FedEx Fall      | 6 000 000 $    |                                  |             |
| 23/11/2025 | RSM Classic, Géorgie                             | FedEx Fall      | 6 000 000 $    |                                  |             |